# Acalitus morrisoni
Acalitus morrisoni är en spindeldjursart som beskrevs av David C.M. Manson 1970. Acalitus morrisoni ingår i släktet Acalitus och familjen Eriophyidae. Inga underarter finns listade i Catalogue of Life.